# Qarluq (Ouzbékistan)
Pour les articles homonymes, voir Karluk.
Qarluq (en ouzbek : Qarluq, en russe : Карлук, Karlouk) est un établissement urbain de la province de Sourkhan-Daria, en Ouzbékistan. C'est le centre administratif du district d'Oltinsoy. 